# Haus der Nationalversammlung der Republik Serbien
Das Haus der Nationalversammlung der Republik Serbien (serbisch Дом Народне скупштине Републике Србије Dom Narodne skupštine Republike Srbije), häufig kurz nur als Skupština [ˈskupʃtina] bezeichnet, ist das Tagungsgebäude der Nationalversammlung Serbiens in Belgrad. Als eines der monumentalsten Gebäude der Stadt wurde es im heutigen Stadtteil Stari Grad auf dem Raum zwischen den Straßen Kosovska, Takovska, dem Platz Trg Nikole Pašića und der Straße Vlajkovićeva in unmittelbarer Nähe zum Alten und Neuen Schloss und dem Schlossgarten (heute Pionierpark) errichtet. Es wurde in der Zeitspanne zwischen 1907 und 1936 erbaut.

## Baugeschichte
Das ursprüngliche Gebäude der Nationalversammlung, das sich an der Stelle des heutigen Kinos „Odeon“ (an der Ecke der Straßen Kraljice Natalije und Kneza Miloša) befand, war ein bescheidener Bau, gestaltet nach dem Vorbild der profanen Balkanarchitektur. Mit dem Erlangen der Staatsunabhängigkeit und der Erhebung Serbiens in den Rang eines Königreichs zeigte sich das nicht stattliche Aussehen des Gebäudes dem Parlament eines souveränen Staates unwürdig.
Als neuen Standort wählte man den unbelebten Raum des „Viehmarktes bei der Batal-Moschee. “, der sich genau an der Grenze des bebauten Teils der Stadt befand. Der Standort rief große Diskussionen in der Öffentlichkeit hervor und wurde bewusst in der Nähe des Ortes der „Großen Nationalversammlung Serbiens“ von 1830 ausgewählt. Dabei wurde das Reformedikt Hatt-ı Şerif des türkischen Sultans über die Rechte des serbischen Volks und die Erbthronfolge des Fürstentums vorgelesen.
Bereits 1892 betraute das Bauministerium den Architekten Konstantin Jovanovič mit der Projektplanung des neuen Versammlungsgebäudes. Dieser hatte sein Geschick für die Gestaltung repräsentativer Gebäude mit dem Gebäudeprojekt der Nationalbank Serbiens sowie mit zahlreichen realisierten öffentlichen Bauten in der österreichisch-ungarischen Hauptstadt unter Beweis gestellt.
Aufgrund der politischen Unruhen und aus materiellen Gründen wurde der Bau des Objekts jedoch um einige Jahre verschoben, als er dem Architekten Jovan Ilkić (1857–1917), dem Gewinner der abermals organisierten Ausschreibung für das Haus der Nationalversammlung 1901, anvertraut wurde. Nachdem mit der Verabschiedung der neuen Verfassung das Königreich Serbien ein Parlament mit zwei Häusern bekommen hat, erfüllte der neue Plan die Bedingungen des geänderten Programms, nach welchem das Gebäude die Nationalversammlung, den Senat und den Staatsrat sowie gemeinsame Räume, Kabinetts und eine entsprechende Anzahl an Büros unter einem Dach vereinen sollte.
Allerdings lehnte sich das Projekt von Ilkić hinsichtlich der allgemeinen Komposition, der Raumorganisation und der Hauptelemente der architektonischen Stilgestaltung in hohem Maße an die Ideenentwürfe von Jovanović aus dem Jahr 1892 an. Aufgrund der offensichtlichen Ähnlichkeit der beiden Projekte, blieb die Kritik der Öffentlichkeit nicht aus. Sie stellte die Originalität des Schöpfers in Frage und schlug eine neue Ausschreibung vor, die den Bau des Gebäudes der Nationalversammlung im nationalen Stil vorsehen sollte.
Obwohl es in der Zwischenzeit 1903 zum Dynastiewechsel gekommen ist und eine neue Verfassung verabschiedet wurde, gemäß welcher die Nationalversammlung wieder aus einem Haus bestehen sollte, ließ man vom Projekt von Ilkić nicht ab. Der offizielle Baubeginn des Palastes wurde in Anwesenheit des Königs Peter I. von Serbien, des Thronprinzen Georg von Serbien, der Volksabgeordneten und des diplomatischen Korps mit der Grundsteinlegung am 27. August 1907 gekennzeichnet.
Die Urkunde, die zu diesem Anlass in das Gebäudefundament eingesetzt wurde, enthielt die Namen des Königs, des Metropoliten sowie des Hauptarchitekten Jovan Ilkić. Die Durchführung der Bauarbeiten wurde dem bekannten Belgrader Unternehmer Vasa Tešić anvertraut. Durch den Ersten Weltkrieg wurden die Arbeiten an dem Gebäude gestoppt, welches bis dahin nur bis zur Ebene des Erdgeschosses fertiggestellt wurde. Die Bildung des Königreichs der Serben, Kroaten und Slowenen bedingte den Bedarf neuer Projektänderungen, da die bisherigen nicht mehr ausreichten. Der Architekt Ilkić verstarb 1917 und seine Baupläne gingen im Krieg verloren. Somit wurde die Leitung der Bauarbeiten, die nicht nur die Änderungen und Ergänzungen des ursprünglichen Projekts in den Gebäudeflügeln, sondern auch die Restitution der verlorenen Pläne betraf, dem Sohn des Schöpfers und Architekten des Bauministeriums Pavle Ilkić anvertraut. Der Bau des Gebäudes nach dem erneuerten Projekt wurde 1920 fortgesetzt und dauerte bis 1926, als die Arbeiten noch einmal gestoppt wurden.

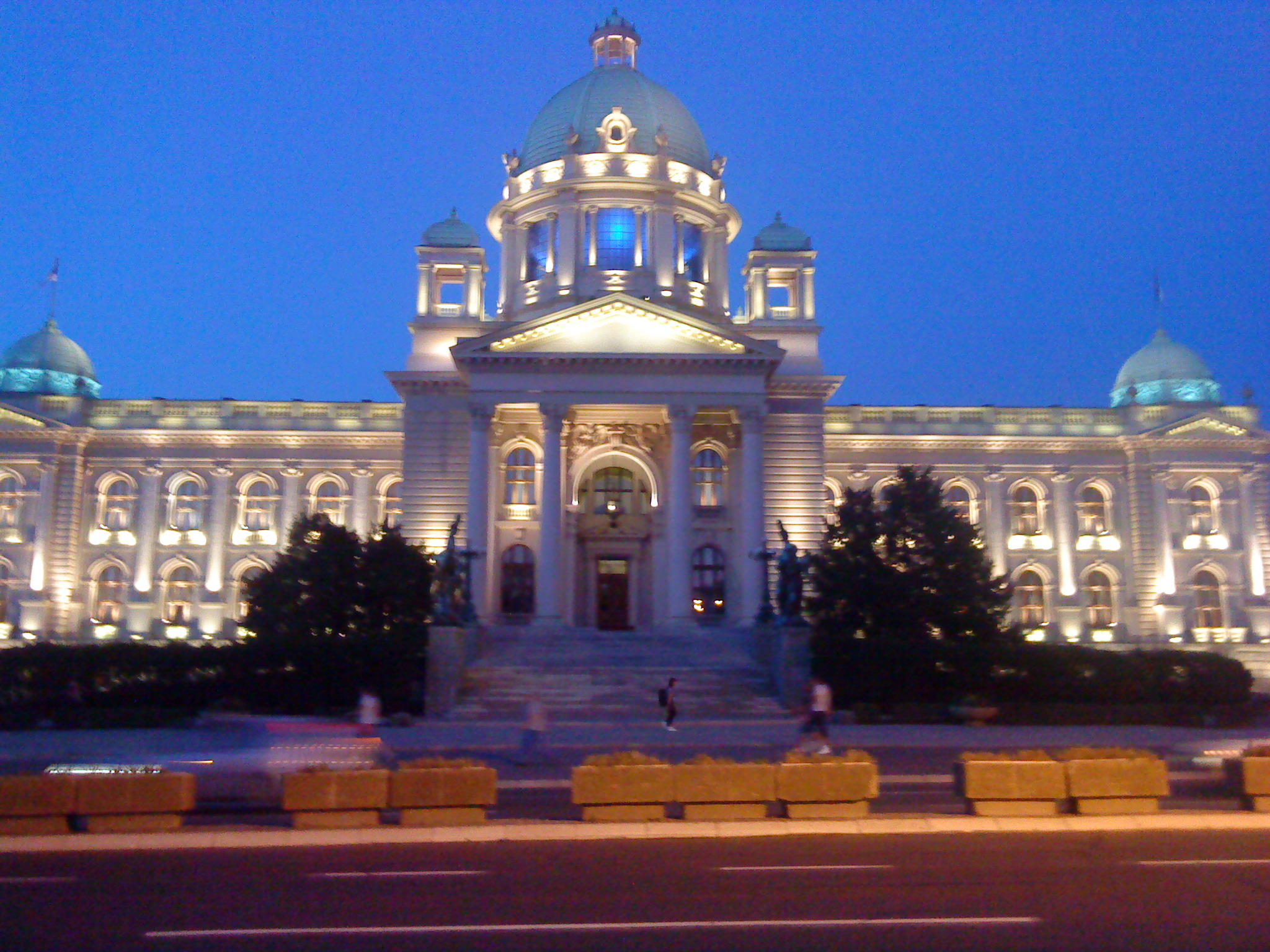

Der Beschluss über den Beginn der nächsten Phase der Projektverwirklichung erfolgte nach dem Tod des Königs Alexander I. Karađorđević 1934, als die Architekturabteilung des Bauministeriums Träger aller Arbeiten wurde. Der Hauptprojektplaner dieser Abteilung war der russische Architekt Nikolai Krasnow. (1864–1939). Seine dreißigjährige Erfahrung in der Projektplanung öffentlicher repräsentativer Gebäude, die ihm den Titel „Architekt des russischen Zarenpalastes“ und daraufhin auch „Architekturakademiker“ verliehen, stellten die Empfehlung für die Projektarbeit an einigen der bedeutendsten Gebäude der Hauptstadt dar.
Krasnow hat besonders durch das Projekt der Innengestaltung mit all ihren Details, wie der Verarbeitung der Fenster und Türen, der Stuckdekoration, der Holzpaneele, der dekorativen Metallgitter und dem Möbeldesign, zur Repräsentativität des Gebäudes der Nationalversammlung beigetragen. Der Palast der Nationalversammlung wurde am 18. Oktober 1936 abgeschlossen und in Anwesenheit des Königs Peter II. Karađorđević eingeweiht, 29 Jahre nach Baubeginn. Die erste Sitzung fand zwei Tage später, am 20. Oktober 1936 in Anwesenheit aller Regierungsmitglieder statt, und bis zum Ende desselben Jahres wurden die Anordnung und die Bestimmung aller Räume offiziell gemacht. Vor dem Haupteingang stehen seit 1939 zwei Großskulpturen von Toma Rosandić, Igrali se konji vrani (Tanz der Schwarzen Pferde).

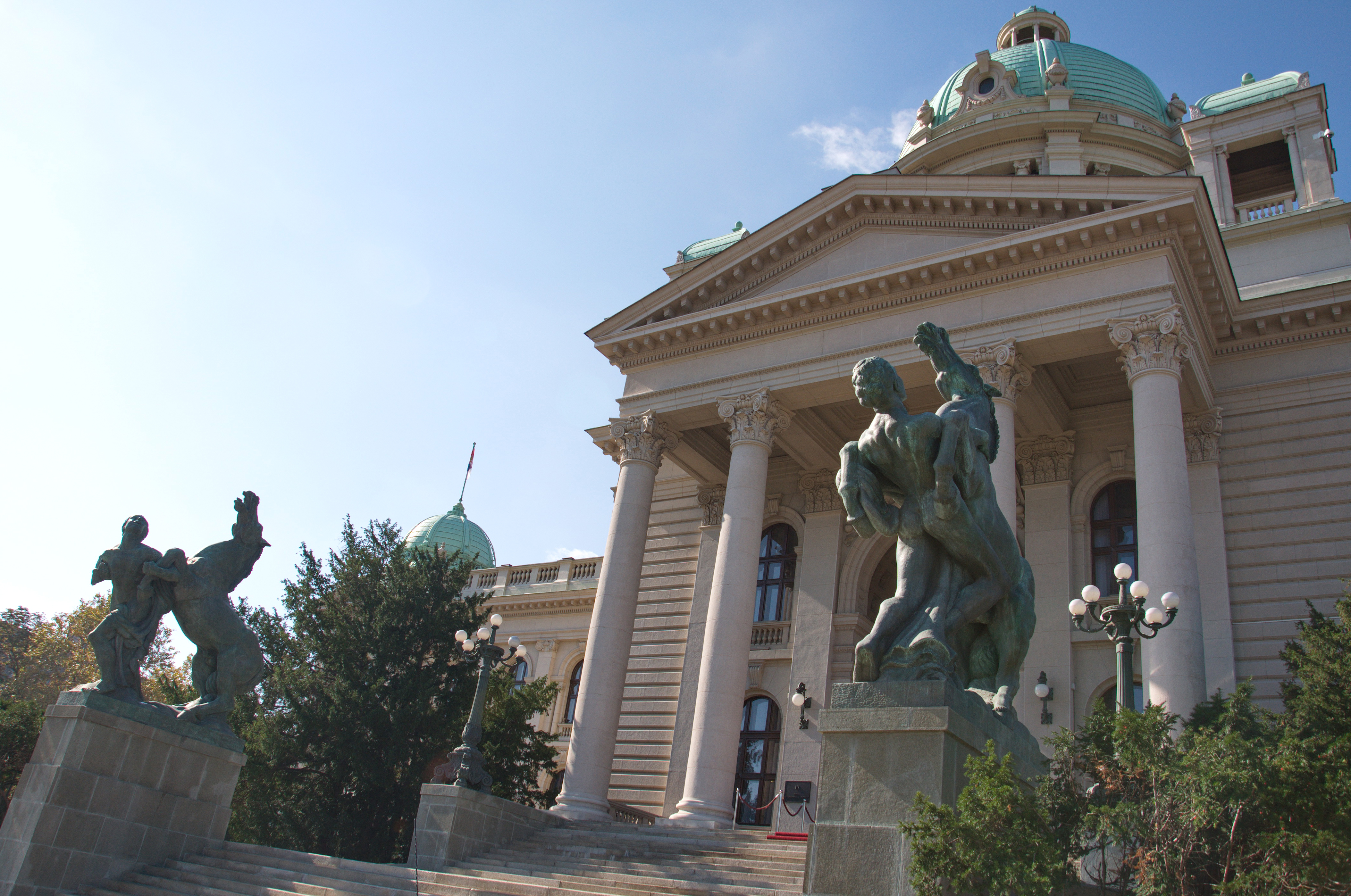
Igrali se konji vrani

Das Parlament diente für kurze Zeit auch als Parlament Jugoslawiens (SHS-Königreich, Königreich Jugoslawien, Föderative Volksrepublik Jugoslawien, Sozialistische Föderative Republik Jugoslawien und Bundesrepublik Jugoslawien) sowie der Staatengemeinschaft Serbien-Montenegro. Seit 2006 ist es jedoch wieder Sitz des serbischen Parlaments.

## Architektur
Das Gebäude der Nationalversammlung ist als monumentales, repräsentatives und frei stehendes Gebäude mit symmetrischer Basis geplant und ausgeführt. Das strenge Einhalten akademischer Prinzipien zur Zeit seiner Projektplanung stellte den angemessensten Ausdruck für einen Palast von solcher Bedeutung und Zweck dar. Der mittlere Risalit wird dominiert von einem Portikus mit dreieckigem Tympanon, das auf kolossalen Säulen ruht, die von einer eleganten Kuppel mit Laterne an der Spitze überragt werden.
Die Außengestaltung des Gebäudes mit rustikaler Verarbeitung des Untergeschosses mit grünem Stein aus Ripanj und die Gestaltung der Fenster und Pilaster, die sich durch die zwei mittleren Etagen erstrecken und mit einem Dachkranz mit Balustrade abschließen, weisen auf Vorbilder aus der Neorenaissance und dem Neobarock hin. Die gesamte heraldische Dekoration, die im ursprünglichen Projekt vorgesehen war, sowie die skulpturale über den Seitenflügeln, wurde nicht ausgeführt.
Die einzige realisierte plastische Dekoration stellen die Medaillons mit dem Abbild der Athene und jenen von Perikles, Demosthenes und Cicero an den seitlichen Risaliten dar, die die Arbeiten des Bildhauers Đorđe Jovanović sind. Die Dekoration über den Eingängen in Form einer Engelsskulptur mit Fackel und Olivenzweig wurde nach den Vorstellungen des Bildhauers Petar Pallavicini angefertigt.
Das dekorative Geländer mit stilisierten Kandelabern, das 1937 nach Vorbild des Projekts von Krasnow aufgestellt wurde, stellt einen Bestandteil der Umgebungsgestaltung des Gebäudes dar. Teile des Geländers stellten auch zwei Wachhäuser mit stilisierten Lampen auf der Spitze dar. Das Geländer befand sich bis 1956 an dieser Stelle und wurde dann im Zuge der Gestaltung des Platzes Trg Marksa i Engelsa (heute: Trg Nikole Pašića) entfernt. Am monumentalen Treppenaufgang wurde 1939 die Skulpturengruppe „Igrali se konji vrani“ („Es sprangen die Rappen“) des Bildhauers Toma Rosandić aufgestellt. Zum Programm der Innengestaltung des Hauses der Nationalversammlung zählte besonders die Einrichtung der repräsentativen Räume, des Großen und Kleinen Saals, des Sitzungssaals und des Kabinetts der Funktionäre. Zum festlichen Eindruck des zentralen Vestibüls, das von der Kuppel überbaut ist, trägt neben den polychrom bearbeiteten Wänden mit Säulen, Pilastern, Nischen und Logen auch der besonders dekorativ verarbeitete Marmorboden bei.

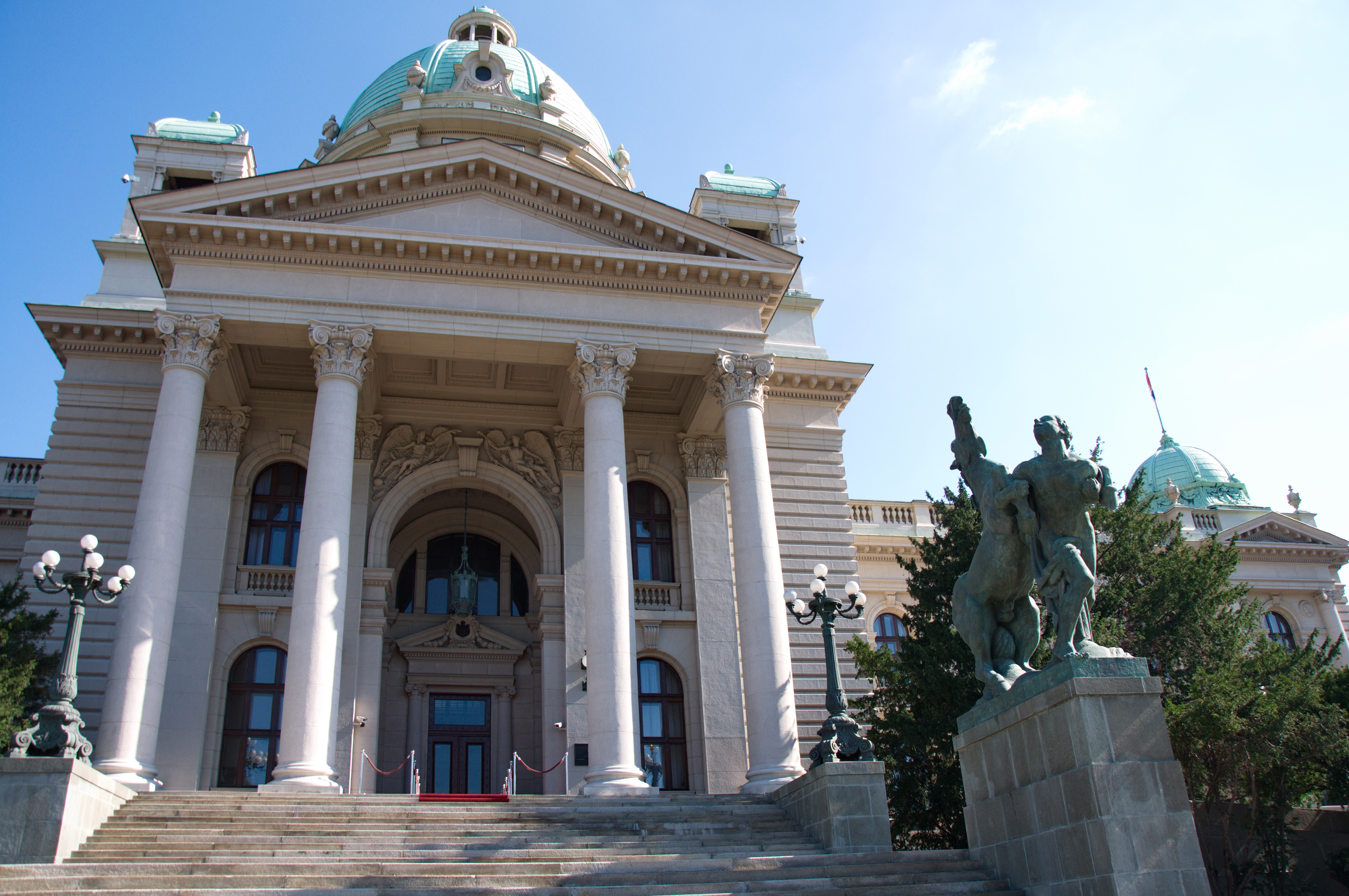

Heraldische Symbole und Skulpturen von Herrschern geben diesem Raum auch einen starken symbolischen Charakter. Der große Saal, der auch als „Gesprächssaal“ bekannt ist, stellt den zentralen Raum der Nationalversammlung, der mit Stuckdekorationen und Möbeln mit Holzschnitten reich verziert ist, dar. Der große Versammlungssaal, der sich im rechten Flügel des Gebäudes befindet, war ursprünglich für 200 und später, nach der Überarbeitung des Projekts, für 400 Abgeordnete geplant. Im gegenüber liegenden, linken Gebäudeflügel wurde der Kleine Saal, der für die Arbeit des Senats gedacht ist, eingerichtet. In beiden Sälen, ebenso wie im Saal des Ministerrats, sind die Wände mit Stuckdekorationen verkleidet, während das ganze Mobiliar aus Walnussholz angefertigt wurde.
Die Kommunikation zwischen dem Erdgeschoss und den Räumen des Obergeschosses geschieht durch zwei symmetrisch angelegte Treppen aus weißem Marmor, deren Verzierung mit Bronzestatuen – Personifikationen der Gerechtigkeit und der Bildungswesen – und den Wappen des Königreichs vervollständigt wurde.
Was das Innendesign des Obergeschosses betrifft, ragen besonders die Räume für den Verwaltungs- und Finanzausschuss und die Bibliothek, einer der schönsten Räume der Nationalversammlung, heraus. Die Entwürfe der Möbel von Krasnow spiegeln in Bezug auf den Stil den Geschmack des Belgrader bürgerlichen Geistes jener Zeit wider. Die Wände der Nationalversammlung sind auch mit zwanzig Fresken, die herausragende jugoslawische Künstler der dekorativen Malerei im Laufe des Jahres 1937 erstellt haben, verziert. Der Bau des repräsentativen Hauses der Nationalversammlung hat den Prozess der Europäisierung und Emanzipation der serbischen bürgerlichen Kultur angeregt und sie somit den modernsten globalen Strömen im Bereich der monumentalen Architektur näher gebracht.
Neben der Bedeutung der Kontinuität des Zwecks, dem es seit seiner Errichtung bis heute dient, hebt sich das Haus der Nationalversammlung auch als Zeugnis der bedeutendsten Ereignisse des politischen Lebens in der jugoslawischen und serbischen Geschichte hervor. Aufgrund seines architektonischen, historischen, kulturellen und künstlerischen Werts, wurde das Haus der Nationalversammlung 1984 zum Kulturdenkmal erklärt.